# 구암역 (대구)
구암(과학대·보건대입구)역(Guam Station, 鳩岩驛)은 대구광역시 북구 태전동에 위치한 대구 도시철도 3호선의 역이다. 부역명은 과학대·보건대입구로,인근에 대구운전면허시험장, 대구과학대학교, 대구보건대학교, 구암고등학교 등이 있다.

## 특징
전동차 내 안내방송에서 대구운전면허시험장과 대구과학대학교, 대구보건대학교를 언급하고 있으며, 대구운전면허시험장은 이 역의 1번 출구에서 왼쪽으로 165m 정도 밖에 떨어져 있지 않아 가까운 편이고, 대구보건대학교는 이 역에서 왼쪽으로 750m 정도 떨어져 있으며, 대구과학대학교는 이 역에서 약 1km 떨어져 있어 먼 편이다.

## 역명의 유래
함지산 부근 숲속에 열매가 풍부해서 비둘기 떼들이 모여들어 주위의 바위를 하얗게 만들었다는 데서 연유한다고도 하며, 구암동 뒷산에 비둘기가 많이 와서 울었다고 구명(鳩鳴)이라 하였는데 구명의  구(鳩)자와 운암(雲岩)의 암(岩)자를 따서 구암동이 되었다고 한다.

## 역 구조
2면 2선의 상대식 승강장이 있는 지상역이다. 난간형 스크린도어가 설치되어 있다.

### 승강장
| 칠곡운암 ↑ |
| \| 상      |
| ↓ 태전     |

| 상행 | ● 대구 도시철도 3호선 | 칠곡운암·팔거·칠곡경대병원 방면 |
| 하행 | ● 대구 도시철도 3호선 | 태전·서문시장·용지 방면         |

- 대합실을 통해 반대편 승강장으로 이동이 가능하다.

## 역사
- 2013년 10월 2일 : 구암역으로 역명 결정. 과학대.보건대입구으로 부역명 적용
- 2015년 4월 23일 : 대구 도시철도 3호선 개통과 함께 영업 개시

## 역 주변
| 나가는 곳 | 방면 |
| --------- | --- |
| 1         | 대구운전면허시험장 대구태암초등학교 대구강북고용센터 구암고등학교 대구과학대학 보건전문대학 강북화성파크드림 대구칠곡1동우편취급국 |

## 승차량 변동
| 노선  | 승차 인원 | 승차 인원 | 승차 인원 | 승차 인원 | 승차 인원 | 주석  |
| 노선  | 2015년    | 2016년    | 2017년    | 2018년    | 2019년    | 주석  |
| ----- | --------- | --------- | --------- | --------- | --------- | ----- |
| 3호선 | 2,192     | 2,549     |           |           | -         | [ 1 ] |

## 사진

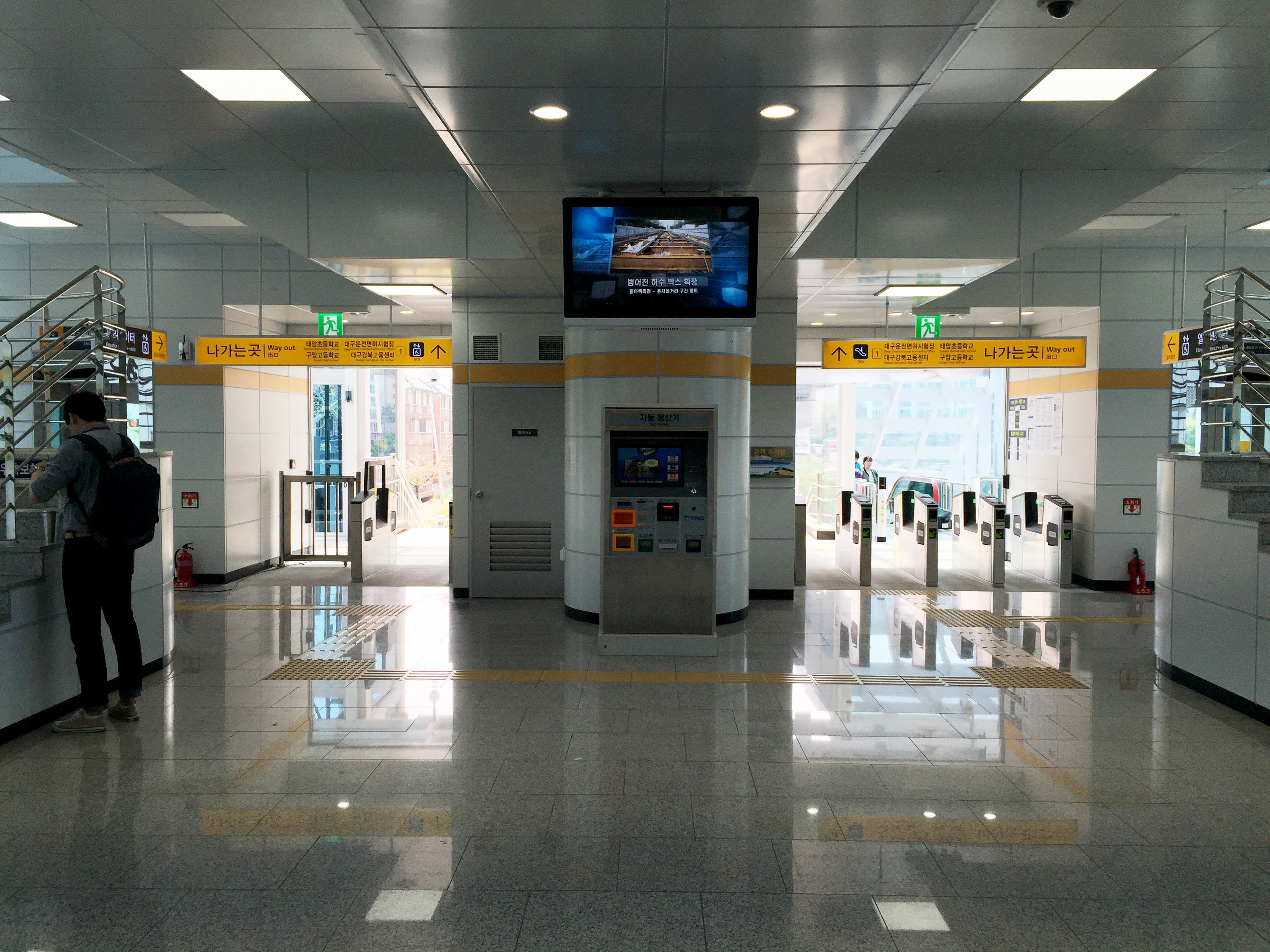
개찰구

## 인접한 역
| 대구 도시철도 3호선            | 대구 도시철도 3호선   | 대구 도시철도 3호선 |
| ------------------------------ | --------------------- | ------------------- |
| 316 칠곡운암 칠곡경대병원 방면 | ● 대구 도시철도 3호선 | 318 태전 용지 방면  |